# David Mendes (Fußballspieler)
David Mendes da Silva, kurz David Mendes (* 4. August 1982 in Rotterdam), ist ein niederländischer Fußballspieler kapverdischer Herkunft.

## Vereine
Seine Karriere begann Mendes 1999 bei Sparta Rotterdam. Dort absolvierte er 117 Spiele und erzielte dabei 8 Tore. Außer einer kurzen Leihphase bei Ajax Amsterdam blieb er fünf Jahre in Rotterdam, ehe er zum NAC Breda wechselte. Dort wurde er zum Stammspieler und war bei 56 Spielen auf dem Platz. Von 2006 bis 2010 spielte der 1,86 Meter große Mendes beim AZ Alkmaar, wo er 2009 unter Louis van Gaal Meister der niederländischen Eredivisie wurde.
Im Sommer 2010 verpflichtete ihn der FC Red Bull Salzburg aus der österreichischen Bundesliga. Er erkämpfte sich sofort einen Stammplatz, wurde aber im Winter aufgrund einer Schambeinentzündung zurückgeworfen. Als er sich im Frühjahr wieder zurückmeldete verletzte er sich am Sprunggelenk und musste sich einer Operation unterziehen. Er sollte den Salzburgern bis voraussichtlich Dezember 2011 nicht zur Verfügung stehen. Nach mehreren anderen Verletzungen einigten sich der Verein und der Spieler auf eine vorzeitige Vertragsauflösung.
Er ist ein sehr vielseitiger Spieler, der im Mittelfeld sowie in der Verteidigung spielen kann. Er ist bekannt für seine Dribblings und eine ausgefeilte Technik.

## Nationalmannschaft
Sein erstes Länderspiel absolvierte er am 7. Februar 2007 gegen Russland. Vorher spielte er bereits für die U-20-Nationalmannschaft der Niederlande und nahm an der Junioren-Fußballweltmeisterschaft 2001 teil.
David Mendes stand im 30-Mann-Kader für die WM-Endrunde 2010 in Südafrika, wo die niederländische Auswahl das Finale erreichte. Mendes wurde allerdings nach der ersten Trainingsphase von Bert van Marwijk aus dem Kader gestrichen.

## Erfolge
AZ Alkmar 
- Niederländischer Supercupsieger: 2009
- Niederländischer Meister: 2009

 Panathinaikos Athen 
- Griechischer Pokalsieger: 2014

 FC Red Bull Salzburg 
- Meister: 2012
- Österreichischer Cupsieger: 2012

## Verurteilung wegen Drogenhandels
Im Juli 2023 wurde Mendes wegen Drogenhandels und -Schmuggels von mehr als 100 kg Kokain sowie Bestechung zu einer siebenjährigen Haftstrafe verurteilt.